# وجه دین
وجه دین که نام دیگر آن «روی دین» نام دارد، کتابی از ناصرخسرو است، که مانند بسیاری از دیگر آثار او اثری مذهبی است. این رساله حاوی مطالبی دربارهٔ فرقهٔ اسماعیلیه به روش باطنی است. این کتاب تفسیر کلامی مذهب اسماعیلیه است و در ۵۱ گفتار ترتیب شده‌است. ناصر خسرو تفسیر الهیاتی اسماعیلیه را در رابطه به توحید، شهادت، قرآن، نبوت، ولایت، حج، جهاد و طهارت بیان کرده و به تأویل آنها پرداخته‌است.
بنابر نظر ناصرخسرو، وجه دین مهم‌ترین اثر اوست، زیرا در آن مستقیماً به مسائل و معارف دینی پرداخته‌است و در نظر او این معارف از معارف دیگر برترند و به تعبیر او «سر علم‌ها علم دین است»(۱).
کتاب وجه دین به ظن قوی از تألیفات حکیم ناصرخسرو است و در کتب مختلف تألیف آن را به وی نسبت می‌دهند. دلیل قاطعی که ما به آن استناد می‌کنیم این است که بعضی از کتب قدیمی مانند «بیان الادیان» که در حوالی قرن دهم نوشته شده، کتاب «وجه دین» را به ناصرخسرو نسبت داده‌است. (۲).
همچنین موضوع کتاب هم دلیل بزرگی است که مؤلف آن را در مورد مذهب اسماعیلیه نوشته و اگر کسی عقاید ناصرخسرو را در فلسفه و حکمت الهی از روی کتاب «زاد المسافرین» مطالعه کند، ملاحظه خواهد کرد که از وجه دین هم آن عقاید را می‌توان استنباط کرد. و نیز شیوه نوشتن و ترتیب و ترکیب عبارات فارسیِ آن با سایر مؤلفات حکیم شباهت کامل دارد. طوریکه وحدت اسلوب فارسی «وجه دین» را با کتب دیگر وی درک می‌کنید.
تا چندی پیش کتاب «وجه دین» جزء کتب مفقوده محسوب می‌شد تا زمانی که دو نسخهٔ خطی از آن در این اواخر توسط یک شخص روسی در ترکستان پیدا شد. (۲).
با مطالعه آثار ناصرخسرو متوجه می‌شویم که او بجز سفرنامه، مابقی آثارش را در یمگان یا دست کم هنگامی نوشته‌است که دیگر در خراسان به سر نمی‌برده و به همین سبب عقاید خود را در آنها با جسارت و بی پرواییِ بیشتری بیان کرده‌است. (۳)
منابع:
۱. دانشنامه جهان اسلام، بنیاد دایرةالمعارف اسلامی، برگرفته از مقاله «وجه دین»، شماره۶۴۲۱.
۲. ناصرخسرو، مقدمه کتاب وجه دین، تهران، کتابخانه طهوری.
۳. دهقانی، محمد، ۱۴۰۱، تاریخ ادبیات عصر غزنوی ناصرخسر، مقدمهٔ کتاب، تهران، نشر نی.